# رياح سفحية هابطة

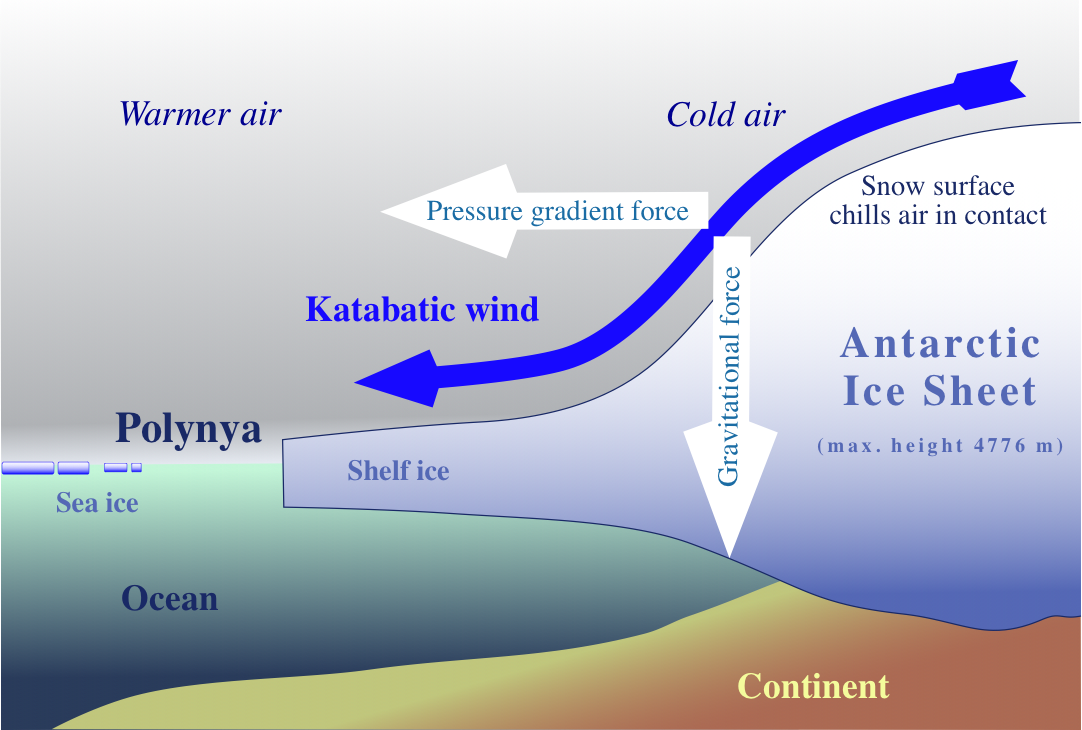

نسيم الجبل أو الرياح الهابطة أو رياح الجاذبية أو الرياح السفحية الهابطة تتمثل الرياح في الهواء الهابط أثناء الليالي الصحوة منحدراً فوق السفوح الجبلية تجاه الوديان والمنخفضات تحت تأثير ثقالته، ويتم ذلك نتيجة تبرد هواء أعالي السفوح بسرعة أكبر من سرعة تبرد هواء الوديان والمنخفضات، وتعرف تلك الرياح الهابطة ذات السرعة المحدودة بنسيم الجبل، وتصل سرعة تلك الرياح إلأى أشدها في الصباح الباكر عندما يصل التبرد الليلي إلى أقصاه.

## المصدر
- المعجم الجغرافي المناخي